# Петерсон, Дуглас Блэр
Дуг Петерсон (25 июля 1945 — 26 июня 2017) — американский конструктор парусных яхт.
Петерсон начал свою карьеру в начале 1960-х. В середине 1970-х яхты, созданные Петерсоном, доминировали в регатах, проводящихся по системе обмера IOR. Это яхты классов Peterson 44, Peterson 46, и Peterson-25, в России более известный как Конрад-25.
Позднее Петерсон приходит в Кубок Америки и участвует в создании целого ряда успешных яхт. Он явился ключевой фигурой в создании яхты America³ для американского синдиката (обладатель Кубка Америки 1992 года), Black Magic синдиката Team New Zealand (обладатель Кубка Америки 1995 года). В 2000 году созданная по его проекту Prada выигрывает Кубок Луи Виттона, затем он создает ещё две яхты для синдиката Prada Callenge (цикл 2003 года).